# Formação Hell Creek
A Formação Hell Creek é um dos mais famosos e intensamente estudados sítios de fósseis de dinossauros. Trata-se de uma vasta área de terreno erodido, estendendo-se pelos territórios norte-americanos de Montana oriental, Dakota do Sul, noroeste e sudoeste da Dakota do Norte. A idade do estrato varia de cerca de 65 a 70 milhões anos de idade, e ele foi formado em um delta com um clima quente e úmido. Curiosamente, a famosa camada de  irídio enriquecido denominada limite KT que separa o Mesozoico do Cenozoico ocorre como um plano de estratificação descontínuo, mas distinto perto do topo da Formação.
A formação Hell Creek é tida como uma das fontes mais ricas em fósseis de dinossauros do final do Cretáceo no mundo, nela foram descobertos o esqueleto fóssil mais completo de um dinossauro hadrossaurídeo, mas é composta por uma enorme e diversificada variedade de restos fósseis, abrangendo plantas, invertebrados, peixes, répteis, anfíbios e mamíferos. Fósseis de dinossauros emplumados e de pterossauros também foram encontrados, bem como os dentes de tubarões que aparentemente eram resistentes à água doce.

## Geologia

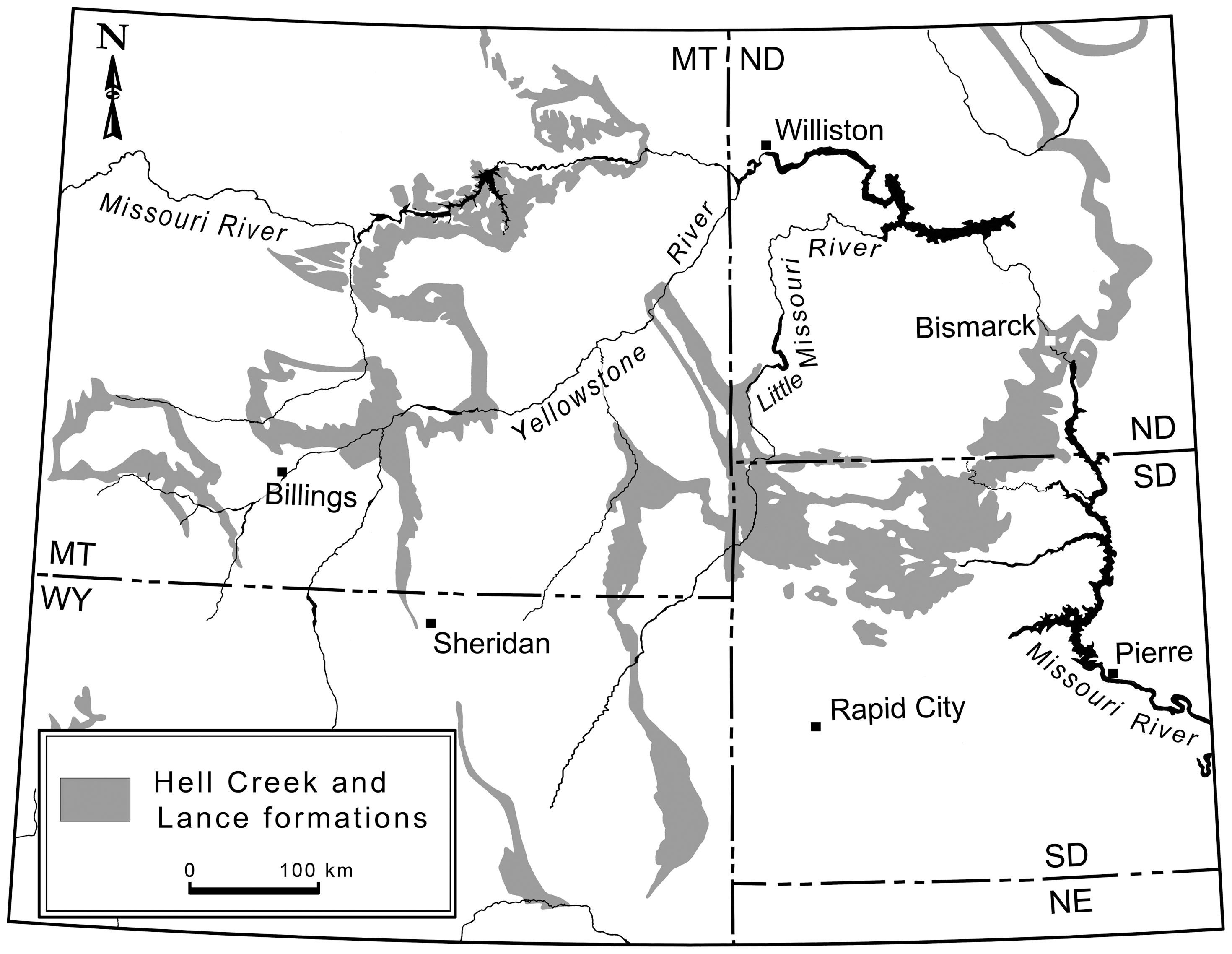
Localização das Formações Hell Creek e da Lance

A Formação Hell Creek, em Montana se sobrepõe a Formação Fox Hills e está na base da Formação Fort Union, o limite com o última ocorre perto do Nível K-Pg, que define o fim do período Cretáceo e foi datado entre 66 ± 0,07 milhões de anos atrás. A fauna característica de Hell  Creek (vertebrados terrestres do período Lanciano) são encontrados tanto acima quanto a alguns metros abaixo do limite.
A fronteira K-Pg geralmente situa-se perto do contato entre  Hell Creek superior e Ludlow inferior, membro da Formação Fort Union, embora em algumas áreas (por exemplo, em Dakota do Norte), o limite esteja bem no centro do membro Ludlow, três metros acima da fronteira com Hell Creek em algumas áreas. Por outro lado, em algumas pequenas regiões de Montana, a formação Hell Creek possui a fronteira K-T, estendendo-se ligeiramente para o Paleogénico.

### Paleobiologia
Os restos de muitos animais, incluindo dinossauros, foram encontrados na Formação Hell Creek. Sua localização na conjunção mutante da costa leste de Laramidia e os baixios ocidentais adjacentes do Mar Interior Ocidental levaram à preservação de fósseis de criaturas marinhas e terrestres. Os vertebrados incluem dinossauros, pterossauros, crocodilos, champsossauros, lagartos, cobras, tartarugas, sapos e salamandras. Restos de peixes e mamíferos também foram encontrados na Formação Hell Creek. A formação produziu conjuntos impressionantes de invertebrados (incluindo amonites), plantas, mamíferos, peixes, répteis (incluindo o lagarto Obamadon), répteis marinhos (incluindo mosassauros, plesiossauros e tartarugas marinhas) e anfíbios. Achados notáveis de dinossauros incluem Tyrannosaurus e Triceratops, ornithomimídeos também, caenagnatídeos como Anzu, uma variedade de pequenos terópodes, paquicefalossauros, anquilossauros, crocodilomorfos e escamados, incluindo vários fósseis de animais desenterrados na Formação Hell Creek. O dinossauro hadrossaurídeo mais completo já encontrado, um Edmontosaurus, foi recuperado em 2000 da Formação Hell Creek e amplamente divulgado em um documentário da National Geographic exibido em dezembro de 2007. Alguns fósseis de pássaros, mamíferos e pterossauros também foram encontrados. Os dentes de tubarões e raias às vezes são encontrados na formação ribeirinha de Hell Creek, sugerindo que alguns desses táxons eram então, como agora, tolerantes à água doce. A fauna "Lancian" é mais semelhante filogeneticamente às faunas do Leste Asiático e do Canadá/Alasca do que a maioria das faunas norte-americanas da Campaniano. Insetos fósseis de inclusões encontradas no âmbar são conhecidos.